# Espumillón

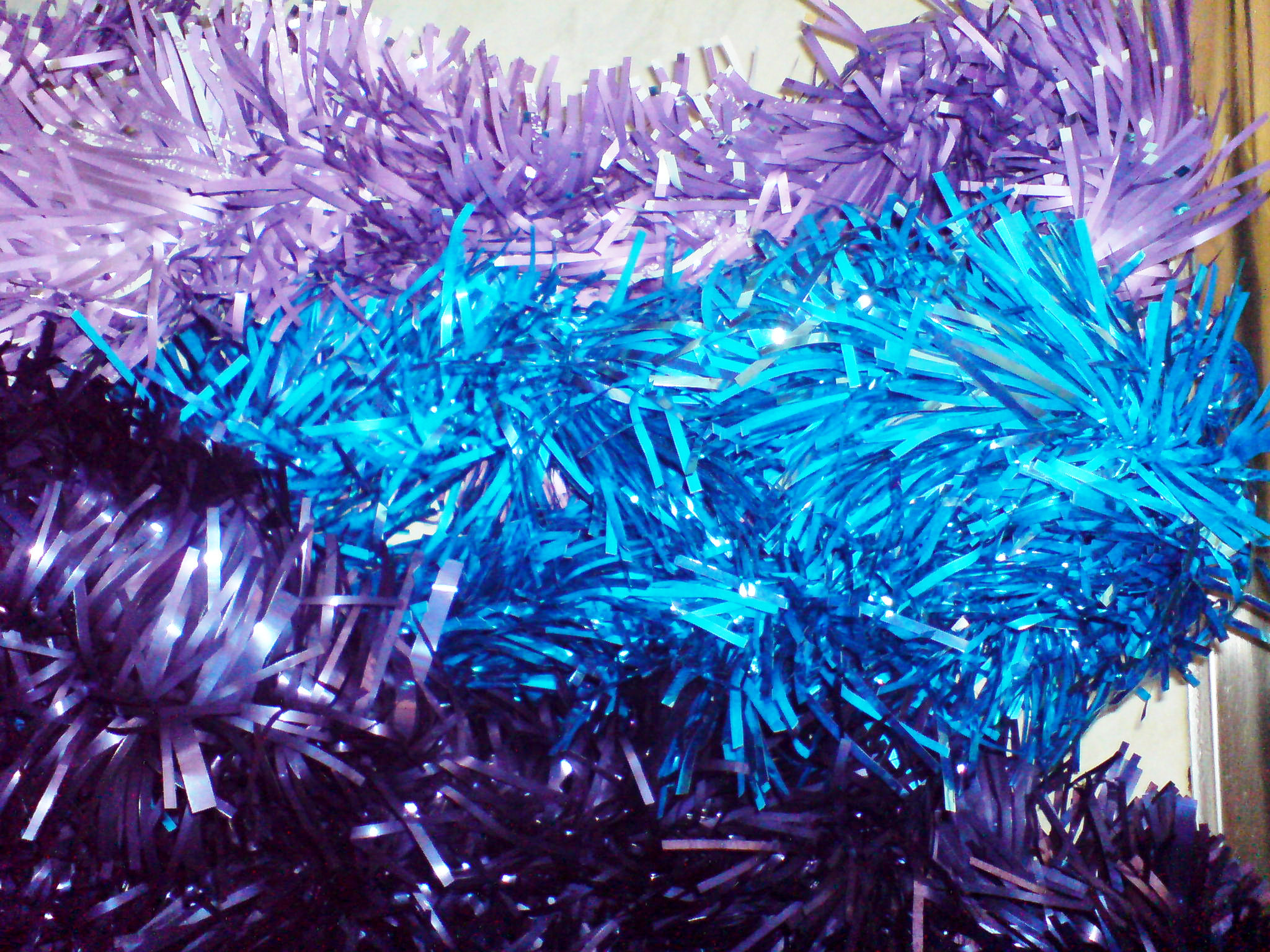
Espumillón lila, azul y morado.

El espumillón (en México conocido como escarcha) es una decoración de Navidad similar a una guirnalda, utilizada en los interiores, especialmente en el árbol de Navidad, que se coloca junto a las bolas del árbol. Suele ser una larga cuerda de cinta de papel desaliñada diseñado reflexivo o de plástico que se implementan en las ramas del árbol, envolviendo en forma irregular.
Se puede colgar del techo o alrededor de las estatuas, farolas, etc. El espumillón moderno fue inventado en Núremberg, Alemania, en 1610, y fue hecho originalmente de plata rallada.